# Henri Albers
Henri Albers   (Amsterdam, 1 de febrer de 1866 - París, 12 de setembre de 1926) fou un cantant d'òpera nascut als Països Baixos que més tard es va convertir en ciutadà francès. Va cantar importants papers de baríton en una carrera internacional de 37 anys i va ser un destacat cantant al Théâtre de la Monnaie de Brussel·les i l'Opéra-Comique de París, que va ser la seva base des del 1900 fins a la seva mort. També va cantar en 36 actuacions amb la companyia del Metropolitan Opera de 1898 a 1899. Va realitzar nombroses gravacions per a Pathé Records i es va especialitzar en els papers de baríton més pesat i baix del repertori.
La Temporada 1915-1916 va cantar al Gran Teatre del Liceu de Barcelona.